# Liste der Abgeordneten zum Steiermärkischen Landtag (1871–1877)
Diese Liste nennt die Abgeordneten zum Steiermärkischen Landtag in der vierten Wahlperiode (1871–1877).

## Zusammentreten
Die angeordneten Neuwahlen zum Landtag fanden am 5., 7. und 9. September 1871 statt. Der Landtag trat in der vierten Wahlperiode zu einer Reihe von Landtagssitzungen zusammen. Die erste ging vom 14. September bis 14. Oktober 1871.

## Liste der Abgeordneten
| Kurie                       | Wahlbezirk                  | Name                                | Anmerkung                         |
| --------------------------- | --------------------------- | ----------------------------------- | --------------------------------- |
| Virilstimmen                | Fürstbischof von Seckau     | Johann Baptist Zwerger              |                                   |
| Virilstimmen                | Fürstbischof von Lavant     | Jakob Ignaz Maximilian Stepischnegg |                                   |
| Virilstimmen                | Rektor der Universität Graz | Marcellin Schlager                  |                                   |
| Virilstimmen                | Rektor der Universität Graz | Ferdinand Bischoff                  | 1871                              |
| Virilstimmen                | Rektor der Universität Graz | Alexander Rollett                   | 1872                              |
| Virilstimmen                | Rektor der Universität Graz | Max Theodor von Karajan             | 1873, 1874                        |
| Virilstimmen                | Rektor der Universität Graz | Karl von Helly                      | 1875                              |
| Virilstimmen                | Rektor der Universität Graz | Gustav Demelius                     | 1876                              |
| Virilstimmen                | Rektor der Universität Graz | Franz Krones                        | 1877                              |
| Großgrundbesitz             |                             | Friedrich Graf Attems               |                                   |
| Großgrundbesitz             |                             | Bartholomäus Ritter von Carneri     |                                   |
| Großgrundbesitz             |                             | Gustav Ritter von Conrad            |                                   |
| Stand der Herren und Ritter |                             | Carl Graf von Gleispach             | bis 1874                          |
| Stand der Herren und Ritter |                             | Johann Nepomuk Graf von Gleispach   | ab 1874                           |
| Großgrundbesitz             |                             | Rudolf Freiherr von Hackelberg      |                                   |
| Großgrundbesitz             |                             | Carl Freiherr von Hammer-Purgstall  |                                   |
| Großgrundbesitz             |                             | Ernst Freiherr von Kellersperg      |                                   |
| Großgrundbesitz             |                             | Josef Graf Kottulinski              |                                   |
| Großgrundbesitz             |                             | Mathias Lohninger                   |                                   |
| Großgrundbesitz             |                             | Josef Edler von Neupauer            | Stellvertretender Landeshauptmann |
| Großgrundbesitz             |                             | Johann Paul Pauer                   |                                   |
| Großgrundbesitz             |                             | Max Freiherr von Washington         |                                   |
| Städte und Märkte           | Graz, innere Stadt          | Karl Rechbauer                      |                                   |
| Städte und Märkte           | Graz, innere Stadt          | Moritz Ritter von Schreiner         |                                   |
| Städte und Märkte           | Graz, Vorstädte             | Alois Fidelis Remschmidt            |                                   |
| Städte und Märkte           | Graz, Vorstädte             | Alois Schlosser                     |                                   |
| Handels- und Gewerbekammern | Graz                        | Adalbert Michl                      |                                   |
| Handels- und Gewerbekammern | Graz                        | Josef Oberranzmeyer                 |                                   |
| Handels- und Gewerbekammern | Graz                        | Jakob Enz                           | bis 1877                          |
| Handels- und Gewerbekammern | Graz                        | Ludwig Kranz                        | ab 1877                           |
| Handels- und Gewerbekammern | Leoben                      | Josef Gmeiner                       |                                   |
| Handels- und Gewerbekammern | Leoben                      | Albert Miller Ritter von Hauenfels  |                                   |
| Handels- und Gewerbekammern | Leoben                      | Mathias Wretschko                   |                                   |
| Städte und Märkte           | Frohnleiten                 | Josef Alfred Heilsberg              |                                   |
| Städte und Märkte           | Hartberg                    | Moritz Edeler von Kaiserfeld        | Landeshauptmann                   |
| Städte und Märkte           | Fürstenfeld                 | Johann Pairhuber                    |                                   |
| Städte und Märkte           | Radkersburg                 | Ferdinand Portugall                 |                                   |
| Städte und Märkte           | Leibnitz                    | Carl Edler von Stremayr             |                                   |
| Städte und Märkte           | Voitsberg                   | Josef Scholz                        |                                   |
| Städte und Märkte           | Bruck                       | Wilhelm Mannisch                    |                                   |
| Städte und Märkte           | Leoben                      | Carl Muschler                       |                                   |
| Städte und Märkte           | Judenburg                   | Johann Fleckh                       | bis 1877                          |
| Städte und Märkte           | Judenburg                   | Carl Hiebaum                        | ab 1877                           |
| Städte und Märkte           | Liezen                      | Eduard Lipp                         |                                   |
| Städte und Märkte           | Murau                       | Arnold Plankensteiner               | bis 1872                          |
| Städte und Märkte           | Murau                       | Franz Boeck                         | ab 1872                           |
| Städte und Märkte           | Marburg                     | Karl Reutter                        |                                   |
| Städte und Märkte           | Cilli                       | Josef Neckermann                    |                                   |
| Städte und Märkte           | Windischgrätz               | Max Freiherr von Rast               | bis 1876                          |
| Städte und Märkte           | Windischgrätz               | Anton Raredi Ritter von Rainer      | ab 1876                           |
| Städte und Märkte           | Pettau                      | Josef Edler von Kaiserfeld          |                                   |
| Landgemeinden               | Umgebung Graz               | Heinrich Graf d'Avernas             |                                   |
| Landgemeinden               | Weitz                       | Ernst Reichsfreiherr Gudenus        |                                   |
| Landgemeinden               | Hartberg                    | Isidor Allinger                     |                                   |
| Landgemeinden               | Feldbach                    | Heinrich Lehmann                    |                                   |
| Landgemeinden               | Feldbach                    | Johann Weinhandl                    |                                   |
| Landgemeinden               | Radkersburg                 | Leopold Graf Platz                  | bis 1876                          |
| Landgemeinden               | Radkersburg                 | Alfred Fürst Liechtenstein          | ab 1876                           |
| Landgemeinden               | Leibnitz                    | Alfred Graf d'Avernas               |                                   |
| Landgemeinden               | Leibnitz                    | Alois Karlon                        |                                   |
| Landgemeinden               | Stainz                      | Josef Kahr                          |                                   |
| Landgemeinden               | Bruck                       | Robert Freiherr von Walterskirchen  |                                   |
| Landgemeinden               | Leoben                      | Ludwig Freiherr Zschock             |                                   |
| Landgemeinden               | Judenburg                   | Anton Bärnfeind                     |                                   |
| Landgemeinden               | Liezen                      | Josef Liebl                         | bis 1874                          |
| Landgemeinden               | Liezen                      | Caspar Aschauer                     | ab 1874                           |
| Landgemeinden               | Murau                       | Georg Knapp                         | bis 1872                          |
| Landgemeinden               | Murau                       | Fritz Nagele                        | ab 1872, bis 1876                 |
| Landgemeinden               | Murau                       | Sebastian Rauner                    | ab 1876                           |
| Landgemeinden               | Irdning                     | Johann Grogger                      |                                   |
| Landgemeinden               | Cilli                       | Josef Bosnjak                       |                                   |
| Landgemeinden               | Cilli                       | Ferdinand Dominkus                  |                                   |
| Landgemeinden               | Windischgräz                | Carl Adamovich de Szepin            | bis 1874                          |
| Landgemeinden               | Windischgräz                | Felix Schmitt                       | ab 1874                           |
| Landgemeinden               | Marburg                     | Conrad Seidl                        |                                   |
| Landgemeinden               | Marburg                     | Friedrich Brandstetter              | bis 1876                          |
| Landgemeinden               | Marburg                     | Franz Radey                         | ab 1876                           |
| Landgemeinden               | Luttenberg                  | Johann Kukovee                      |                                   |
| Landgemeinden               | Pettau                      | Michael Hermann                     |                                   |
| Landgemeinden               | Rann                        | Johann Janeschitz                   | bis 1874                          |
| Landgemeinden               | Rann                        | Ignatz Snidersic                    | ab 1874                           |